# 金應照 (隆慶進士)
周應照（1544年—？），中進士後復名金應照，字夢暘，又字伯英，號賓暘，直隸蘇州府吳縣民籍，常熟縣人，明朝政治人物。

## 生平
隆慶元年（1567年）丁卯科應天府鄉試第八十名舉人。隆慶五年（1571年）中式辛未科會試第三百二十八名，三甲第一百九十名進士。工部觀政，授兰溪知县，萬曆五年（1577年）行取，升刑部主事，历官刑部员外郎，十年十二月升山东按察司佥事，十四年（1586年）贬任開州知州，十五年七月升广东佥事，卒于家。

## 家族
曾祖金盛；祖父金恩；父金經，贈主事；母施氏。永感下。弟應熙、應焘。